# ファクトリーオートメーション
ファクトリーオートメーション（英: Factory Automation）とは、工場における生産工程の自動化を図るシステムのこと。FA（エフ・エー）と略される。日本では実用化の初期にオートメと略称されていた。

## 概要
従来、人間によって行われていた作業を無人化することを意味する。産業用ロボットを多用して、従来人間によって行われていた作業を無人化することで、人間による作業ミスの削減、作業効率、人間に対する安全性の向上を図る。既存の作業ラインを無人化する場合と、ラインを新設する際に無人化する場合がある。
数値制御、プログラマブルロジックコントローラといった産業用制御システムを使い、他の情報技術（CAD、CAMなど）と連携させ、産業用ロボットとプロセスを制御し、人間が介在する必要性を低減させる。工業化の観点では、自動化は機械化の次の段階である。「機械化」においては、人間の労働者が機械を操作し重労働を機械に肩代わりさせていたが、「自動化」は人間の感覚や思考といった能力まで機械に肩代わりさせる。
ファクトリーオートメーションは、世界経済の重要な役割を担うようになってきている。技術者は、自動機械や数学的ツールや組織的ツールを結合させ、その応用範囲を急速に拡大させ、人間の活動領域を広げるよう努力してきた。
製造工程における人間の役割の多くは自動化できない部分にある。人間のパターン認識能力や言語能力は、現代の機械やコンピュータシステムの能力の範囲外である。例えば香りや音といった感覚データの主観的評価や複雑な統合が必要な仕事、戦略計画策定などの高度な仕事などは、人間の専門知識を要の、これらの作業を自動化可能だったとしても、現状では人間が行うほうが費用対効果が高い。
工場の環境に対応した特殊なコンピュータであるプログラマブルロジックコントローラ (PLC) がよく使われ、センサから入力を得て、出力としてアクチュエータを操作する。これによって機械を正確に制御し、ほとんどあらゆる製造工程を正確に制御できる。
PLCや他のコンピュータをヒトが操作するためのコンソールパネルは、その製造工程固有の監視の必要な数値（温度、圧力など）を表示し、緊急時の操作ができるようになっている。

## 雇用への影響
ファクトリーオートメーションの広がりによって、様々な影響が生じた。例えば雇用への影響がある。自動化による雇用喪失の懸念は産業革命の当初からある。19世紀初頭、イギリスの織物産業の労働者がジャカード織機によって職を失うことを恐れラッダイト運動を起こした。この運動では、直接的に機械を壊すという行為に及んだ。一般に新たな自動化が達成されると、失業への恐れが広まる。
自動化に批判的な者は、ファクトリーオートメーションの拡大によって失業も拡大すると主張する。これは1980年代の重要な懸念だった。これに対して、アメリカでは製造業の人口が大幅に減少したと同時にITの雇用が増大し、相殺したという主張もある。中にはファクトリーオートメーションの拡大が雇用の増大も引き起こしたという主張もある。この観点では、労働力が解放されたことで多くの人々が高いスキルを要求されるコンサルタント業などに流れ、収入も増えたという。また副次効果として、第一世界の各国では単純労働を行う職業につく人々が少なくなり、未熟練の労働力への需要が高くなったと言われている。
一見すると、ファクトリーオートメーションは安価な機械で労働力を置換し、労働の価値を減じるように見える。しかし、労働力への影響が全体としてどうなのかは明確ではない。今もFA化は世界中で急速に拡大し、熟練を要する仕事を侵食しているが、同時に（紛争地域を除いた）世界中の日常生活はFA化の恩恵を受けて劇的に改善されている。ファクトリーオートメーションがこれらの変化に果たした役割は、あまり研究が進んでいない。

## 現状
現在、製造業におけるファクトリーオートメーションの目的は、生産性の向上やコスト低減ではなく、品質向上や製造工程の柔軟性向上へと移っている。かつては生産性の向上とコスト低減が主目的だったが、修理や保守の要員として熟練した従業員を保持する必要があることから、そういった目的は近視眼的だったと見られている。さらに言えばFA化の初期コストは莫大で、新たな製造工程に切り替えるまでの期間にその初期コストをまかなうことはかなり難しい。
現在、ファクトリーオートメーションは品質向上を主目的として導入されている。例えば、自動車のエンジンにピストンをとりつける作業はかつて人手で行っていた。その誤り率は1%から1.5%だったが、自動化するとそれが0.00001%に減った。危険な作業、例えば石油精製、化学工業製品の製造、各種金属加工なども早くからFA化された部分である。
もう1つの大きな目的は、製造工程の柔軟性と転換可能性の向上である。製造業では、製造ラインを一から再構築しなくとも、需要に応じて別の製品の製造に容易に切り替えられるようにするところが増えている。柔軟な分散プロセスの採用により、無人搬送車が工場内を走り回るようになった。
マッキンゼー・アンド・カンパニーによると、エンジンを組み立てる工場労働者の場合、77ある業務の75％が自動化できる。
今後、人工知能（AI）と機械学習の進歩により、ファクトリーオートメーションシステムはより高度な判断と最適化が可能になっていきます。

## ファクトリーオートメーションの要素
- 分散制御システム (DCS, Distributed Control System)
- ユーザインタフェース (HMI, Human Machine Interface)
- SCADA
- プログラマブルロジックコントローラ (PLC, Programmable Logic Controller)
- マシンビジョン
- ニューラルネットワーク (ANN, Artificial Neural Network)
- 計測
- ロボット工学
- 工作機械
- マシニングセンタ
- NC・CNC（数値制御）
- 産業用ロボット
- サーボモータ